# ジョエル・ソウザ
カルロス・ジョエル・カストロ・デ・ソウザ（Carlos Joel Castro de Sousa 、2000年3月17日 - ）は、ポルトガル・トンデラ出身のプロサッカー選手。トンデラ所属。ポジションは、ゴールキーパー。

## 来歴
2020年9月10日、トンデラとプロ契約を結んだ。11月27日、0-2で敗れたホームのヴィトーリアSC戦でプリメイラ・リーガデビューを果たした。